# Dominik Valík
Dominik Valík (* 15. srpna 1998 Třebíč) je český lední hokejista hrající na postu obránce.

## Život
S ledním hokejem začínal ve svém rodném městě v tamním klubu Horácké Slavie. Za ni hrál v dorosteneckých i juniorských výběrech. Před sezónou 2014/2015 ale přešel do Prahy, kde se stal členem výběru hráčů do osmnácti let v HC Slavia Praha. Barvám pražské Slavie zůstal věrný i během následujících let, takže se v průběhu sezóny 2015/2016 objevil v soutěžním zápase mužského výběru tohoto klubu. V sezóně 2016/2017nastupoval jak za juniory, tak za muže Slavie a navíc hostoval v družstvu pražské Kobry. Stejná situace se opakovala i následující ročník. Od ročníku 2018/2019 patřil napevno do mužského výběru Slavie, přesto navíc vypomáhal celku HC Letci Letňany. Během sezóny 2019/2020 hrál jak za Slavii, tak opětovně na střídavé starty i za Kobru. V zápase s klubem HC RT TORAX Poruba 2011 vstřelil Valík 1. února 2020 svou první branku v Chance lize.